# Royal Canadian Geographical Society
Die Royal Canadian Geographical Society (RCGS) (französisch: La Société géographique royale du Canada; SRGC) ist eine kanadische non-profit Bildungsorganisation, die sich für geographische Bildung über und die Erforschung von Kanada einsetzt. Deren Ziel ist es Kanada den Kanadiern selbst und der gesamten Welt näher zu bringen und weiter zu erforschen.

## Geschichte
Die Royal Canadian Geographical Society wurde im Jahr 1929 von dem Geologen und Naturforscher Charles Camsell und einer Gruppe von 27 weiteren eminenten Kanadiern gegründet. Unter ihnen waren bekannte Größen wie der Ethnograph und Folklorist Marius Barbau, der heute als Gründer der kanadischen Anthropologie betrachtet wird.

## Programme
Die Royal Canadian Geographical Society fördert Bildung, Expeditionen, Forschung und Vortragsprogramme finanziell. Viel Bekanntheit erlangte die Bildungsorganisation als Partner der Victoria Strait Expedition 2014, welche die HMS Erebus, eine von zwei Explorationsschiffen, welche während der Britisch Arktischen Expedition unter Sir John Franklin verloren gangen war, lokalisieren konnte.
Jeden Herbst veranstaltet die Gesellschaft ein jährliches College of Fellows Dinner, denen bereits in der Vergangenheit viele namhafte Redner beigewohnt haben. Außerdem haben bereits der Premierminister Stephen Harper sowie der Generalgouverneur David Johnston an dem Dinner teilgenommen.
Im Juni 2017 wurde ihr eine Finanzierung von $2.084.000 von der Regierung Kanadas gewährt. Diese Geldmittel stammten aus der Kampagne Canada 150, die den 150. Jahrestag des Zusammenschlusses und der Gründung des Bundesstaates Kanada bewirbt. Mithilfe dieser Mittel konnte die vierteilige Buchreihe Indigenous Peoples Atlas of Canada ("Atlas der indigenen Völker Kanadas") realisiert werden. Darin enthalten sind Informationen über indigene Territorien, Sprachen, Gemeinschaften, Abkommen und Kultur. Ebenso werden Rassismus und Kulturaneignung thematisiert.

## Canadian Geographic Education
Canadian Geographic Education – zuvor bekannt als Canadian Council for Geographic Education (CCGE) – ist eine gemeinsame Initiative der Royal Canadian Geographical Society und der National Geographic Society, welche 1993 auferlegt wurde. Das Ziel des Programms der Can Geo Bildungsarbeit ist das Stärken von geographischem Unterricht in den Klassenräumen. Neben der Betonung der Wichtigkeit von Geographie innerhalb des Schulsystems werden auch Bemühungen zur Steigerung der Wichtigkeit von einem geographischen Verständnis in der öffentlichen Wahrnehmung angestellt.